# Der Basar des Schicksals
Der Basar des Schicksals (Originaltitel französisch: Le Bazar de la Charité, deutsch: Der Basar der Barmherzigkeit) ist eine französisch-belgische Miniserie aus dem Jahr 2019.

## Handlung
Die Handlung basiert auf dem Brand des Bazar de la Charité am 4. Mai 1897, der 126 Todesopfer forderte, vor allem Frauen und Kinder der Oberschicht. Die Serie verfolgt das Schicksal von drei fiktiven Frauen, deren Schicksal von dem Brand beeinflusst wird.
- Adrienne de Lenverpré: Die Ehefrau des Kandidaten für den Senatsvorsitz, Marc-Antoine de Lenverpré, will die Scheidung von ihrem Mann. Als dieser davon erfährt, nimmt er ihr die gemeinsame Tochter Camille weg. Adrienne besucht den Basar, verlässt ihn jedoch zeitig wieder, um sich mit ihrem Geliebten, dem Journalisten Hugues Chaville, zu treffen. Als sie zum Basar zurückkehrt, steht dieser bereits in Flammen. Adrienne nutzt die Situation, um sich von ihrem Mann zu befreien, und gibt sich als tot aus. Ihr Ziel ist es nunmehr, ihre Tochter aus den Fängen ihres Mannes zu befreien, und sich mit ihr nach London abzusetzen.
- Alice de Jeansin: Die Nichte Adriennes und Tochter des Ehrenpräsidenten des Basars besucht den Basar gemeinsam mit ihrem Verlobten Julien und ihrer Zofe Rose. Als der Brand ausbricht, ist ihr der Weg zum Ausgang versperrt, zudem muss sie mit ansehen, wie Rose von Julien ins Feuer gestoßen wird, als dieser versucht, sich selbst zu retten. Victor, ein junger Anarchist, rettet Alice aus dem brennenden Gebäude. In der Folge misstraut Alice Julien, verliebt sich jedoch gleichzeitig in Victor, dem angelastet wird, den Brand durch eine Bombe ausgelöst zu haben.
- Rose Rivière: Der Zofe Alices gelingt es bei Ausbruch des Brandes Thomas, den Sohn von Alices Freundin Odette, ins Freie zu bringen, kehrt jedoch ins Gebäude zurück, um Alice und Odette zu warnen. Schließlich wird sie von beiden getrennt und durch das Feuer eingesperrt. Dennoch überlebt sie und trifft im Krankenhaus auf Madame Huchon, die Mutter Odettes, die sie zu sich nach Hause bringt und sie als ihre Tochter ausgibt, um zu verhindern, dass das Erbe der im Brand gestorbenen Odette an deren verhassten Ehemann de la Trémoille fällt.

## Besetzung und Synchronisation
| Figur                        | Darsteller               | Deutscher Sprecher   |
| ---------------------------- | ------------------------ | -------------------- |
| Adrienne de Lenverpré        | Audrey Fleurot           | Christin Marquitan   |
| Rose Rivière                 | Julie de Bona            | Schaukje Könning     |
| Alice de Jeansin             | Camille Lou              | Susanne Geier        |
| Marc-Antoine de Lenverpré    | Gilbert Melki            | Viktor Neumann       |
| Madame Huchon                | Josiane Balasko          | Judith Steinhäuser   |
| Mathilde de Jeansin          | Florence Pernel          | Dorette Hugo         |
| Auguste de Jeansin           | Antoine Duléry           | Hans Bayer           |
| Julien de la Ferté           | Théo Fernandez           | Sebastian Fitzner    |
| Victor Minville              | Victor Meutelet          | Julien Haggège       |
| Hugues Chaville              | François-David Cardonnel | Florian Hoffmann     |
| Célestin Hennion             | Stéphane Guillon         | Hans-Eckart Eckhardt |
| Jean Rivière                 | Aurélien Wiik            | Tommy Morgenstern    |
| Präfekt Leblanc              | Gilles Cohen             | Gerald Schaale       |
| Pierre-Henri de la Trémoille | Sylvain Dieuaide         | Kim Hasper           |

## Episodenliste
| Nr. (ges.) | Nr. (St.) | Deutscher Titel | Originaltitel | Regie             | Drehbuch                                  |
| --- | --------- | --------------- | ------------- | ----------------- | ----------------------------------------- |
| 1 | 1         | Folge 1         | Épisode 1     | Alexandre Laurent | Catherine Ramberg                         |
| Paris, 1897. Anlässlich einer Wohltätigkeitsveranstaltung besucht die Pariser Oberschicht den Bazar de la Charité. Unter den Besuchern befinden sich Alice de Jeansin, Tochter des Ehrenpräsidenten des Basars, mit ihrem Dienstmädchen Rose, sowie Alices Verlobter Julien und ihre Freundin Odette. Als ein Brand ausbricht, der sich schnell ausbreitet, bricht eine Panik aus und Alice, Odette und Rose werden getrennt. Adrienne de Lenverpré, Tante Alices und Ehefrau des Kandidaten für den Senatsvorsitz, hatte denn Basar bereits zuvor verlassen, um sich mit ihrem Geliebten, dem Journalisten Hugues Chaville, zu treffen. Sie teilt ihm mit, dass sie sich von ihrem Ehemann scheiden lassen will und dieser ihr deswegen ihre Tochter Camille weggenommen hat. Als Adrienne zum Basar zurückkehrt und das Inferno entdeckt, beschließt sie, ihren Tod vorzugeben. |           |                 |               |                   |                                           |
| 2 | 2         | Folge 2         | Épisode 2     | Alexandre Laurent | Karine Spreuzkouski                       |
| Nach dem Brand werden die zahlreichen Verletzten in Krankenhäuser gebracht. Alice, die von einem jungen Anarchisten gerettet wurde, kehrt nach Hause zurück, ist jedoch vom feigen Verhalten Juliens entsetzt, der Rose in die Flammen gestoßen hatte, um sich selbst zu retten. Jean, der Kutscher der Jeansins und Ehemann von Rose, ist auf der Suche nach seiner Frau. Rose, die überraschenderweise überlebt hat und in einem Krankenhaus liegt, wird von Madame Huchon, der Mutter Odettes, entführt, um sie als ihre Tochter auszugeben. Adrienne, die bei ihrem Geliebten untergekommen ist, schmiedet Pläne, um ihre Tochter zurückzubekommen. Gleichzeitig setzt Präfekt Leblanc Célestin Hennion, Chef der Allgemeinen Sicherheit, unter Druck, den Brand den Anarchisten zur Last zu legen, die eine Bombe auf dem Basar platziert haben sollen. Während seiner Untersuchungen bezüglich der aus dem Leichenschauhaus gestohlenen Juwelen, erhält Hennion einen Hinweis auf eine rothaarige Dame, die ihren Schmuck einem Hehler verkauft hat. |           |                 |               |                   |                                           |
| 3 | 3         | Folge 3         | Épisode 3     | Alexandre Laurent | Catherine Ramberg und Karine Spreuzkouski |
| Rose versucht, von Madame Huchon zu fliehen, wird jedoch aufgehalten. Madame Huchon macht ihr ein Angebot: Rose, die der verstorbenen Odette ähnlich sieht und deren Gesicht zusätzlich von starken Brandwunden entstellt ist, soll sich als ihre Tochter ausgeben. Damit will Madame Huchon verhindern, dass ihr ungeliebter Schwiegersohn ihr Vermögen erbt. Da Rose befürchtet, dass ihr Ehemann sie aufgrund ihres entstellten Äußeren nicht mehr liebt, und Alice sie bei einem Besuch nicht erkennt, nimmt sie das Angebot an. Alice will Julien nicht länger heiraten, nachdem er in ihren Augen für den Tod von Rose verantwortlich ist. Ihr Vater eröffnet ihr jedoch, dass sie kurz vor dem finanziellen Ruin stehen und nur eine Heirat mit Julien sie davor retten könne. Alice trifft sich heimlich mit Victor, einem jungen Anarchisten, der sie aus dem Feuer gerettet hat. Währenddessen hinterlässt Adrienne in der Voliere im Garten ihres Anwesens eine Nachricht für ihre Tochter, in der sie ihr erklärt, dass sie lebt und sie treffen möchte. |           |                 |               |                   |                                           |
| 4 | 4         | Folge 4         | Épisode 4     | Alexandre Laurent | Karine Spreuzkouski                       |
| Alice willigt in die Heirat mit Julien ein, um ihre Familie vor dem Ruin zu retten. Adrienne gibt sich ihrer Schwester Mathilde zu erkennen und bittet sie um Geld für eine Überfahrt nach London für sich und ihre Tochter. Mathilde erzählt ihr von ihrer finanziell prekären Situation. Daraufhin dringt Adrienne in ihr eigenes Anwesen ein und entnimmt Geld aus dem Tresor ihres Mannes. Beim Treffen mit ihrer Tochter im Park erkennt sie jedoch Hennin, der bereits zuvor nach ihr gesucht hatte. Adrienne flieht und muss ihre Tochter zurücklassen. Rose gewöhnt sich an ihre Rolle als Mutter von Thomas, den sie aus dem Feuer gerettet hat und der erkannt hat, dass sie nicht seine Mutter ist, sie aber dennoch akzeptiert. Als sie beim gemeinsamen Spielen im Garten in Ohnmacht fällt, wird ihr vom Arzt mitgeteilt, dass sie schwanger ist, was den Plan Madame Huchons gefährdet, da Odette schon seit langem nicht mehr mit ihrem Mann geschlafen hatte. Hennin warnt Victor, dass ihm als polizeibekannten Anarchisten die Schuld am Brand des Basars zugeschoben werden soll und er deshalb untertauchen soll. Dennoch besucht er Alice heimlich in ihrem Zimmer und wird von ihrem Vater erwischt. |           |                 |               |                   |                                           |
| 5 | 5         | Folge 5         | Épisode 5     | Alexandre Laurent | Karine Spreuzkouski                       |
| Adrienne, die festgenommen worden war, erklärt Hennin ihre Situation. Dieser erläutert, dass er ihren Ehemann in einem 15 Jahre zurückliegenden Mordfall für schuldig hält, es jedoch nie beweisen konnte. Camille ist nach dem Ausflug im Park nicht nach Hause zurückgekehrt, wodurch ihr Vater bei der Durchsuchung ihres Zimmers die Notiz Adriennes findet und somit weiß, dass sie noch am Leben ist. Er beauftragt einige Männer, nach Camille und Adrienne zu suchen. De Lenverpré schlussfolgert, wo sich Adrienne aufhalten muss und bringt Hugues um, als dieser sich weigert, Adrienne zu verraten. Hennin kommt während der Verlobungsfeier Alices zu den Jeansins nach Hause und fragt Alice, ob diese zugunsten von Victor aussagen will. Als Alice zusagt, gerät sie in Streit mit Julien. Sie sucht Zuflucht bei Rose/Odette, die ihr erzählt, dass der Brand beim Kinematographen ausgebrochen ist, wo sie sich zu diesem Zeitpunkt mit Thomas aufgehalten hatte. Die Bomben-These und die Verantwortung Victors wären somit widerlegt. Alice sucht Victor auf, um ihm dies mitzuteilen, wird dabei jedoch im Geheimen von Julien beobachtet. Odettes Ehemann de la Trémoille kehrt nach Hause zurück. Madame Huchon will, dass Rose ihr Kind abtreibt, was diese jedoch strikt ablehnt, sodass sie verschleiert mit de la Trémoille schläft, um das Kind behalten zu können. |           |                 |               |                   |                                           |
| 6 | 6         | Folge 6         | Épisode 6     | Alexandre Laurent | Catherine Ramberg und Karine Spreuzkouski |
| Camille wird von Léo, einem Zeitungsjunge, der von Hugues mit der Suche beauftragt worden war, gefunden und zu ihrer Tante Mathilde de Jeanson gebracht. Noch bevor Adrienne zu ihr gelangen kann, wird sie jedoch bereits von ihrem Vater abgeholt und nach Hause gebracht. De la Trémoille hat nach der Nacht mit Rose eine neu gefundene Leidenschaft für seine Frau entwickelt. Ihr und allen Opfern des Brandes zu Ehren will er ein Dîner abhalten. Außerdem stellt er einen neuen Kutscher ein – Jean, Roses Ehemann. Alice und Victor treffen den Filmvorführer des Basars, der jedoch nicht zugunsten Victors aussagen will, da er Angst hat, die Schuld am Brand übernehmen zu müssen, auch wenn es sich um einen Unfall gehandelt hatte. Alice bittet ihren Vater, der den Kinematographen für den Basar organisiert hatte, die wahren Vorgänge öffentlich zu machen. Dieser ist jedoch auf seinen Schwager Lenverpré angewiesen, der unbedingt einen Anarchisten als Auslöser des Brandes präsentieren will, um Angst in der Bevölkerung zu verbreiten und seine Wahl zum Präsidenten des Senats zu sichern. Julien gibt preis, wo er Alice mit Victor gesehen hat. Auf ihrer Suche nach Spuren bezüglich des Mordopfers ihres Ehemanns trifft Adrienne auf Victor, der der Sohn der Ermordeten ist. Als die Bar von der Polizei gestürmt wird, gelingt ihr die Flucht, Victor wird jedoch festgenommen. Alice sucht den Filmvorführer, um ihn zur Aussage zu überreden, dieser wurde jedoch unter mysteriösen Umständen von einem Fuhrwerk überfahren. |           |                 |               |                   |                                           |
| 7 | 7         | Folge 7         | Épisode 7     | Alexandre Laurent | Karine Spreuzkouski                       |
| Adrienne kehrt zu ihrem Ehemann zurück und gibt sich reumütig. Dieser lässt sie in einem geheimen Zimmer in seinem Anwesen einsperren und hält sie von der gemeinsamen Tochter fern. Adrienne gelingt es jedoch, zusehends sein Vertrauen zurückzugewinnen, sodass er sie unbeaufsichtigt lässt. In seinem Tresor findet Adrienne Dokumente, die Lenverprés Spionagetätigkeit für die Deutschen und seine Schuld in dem Mordfall beweisen. Heimlich schickt sie die Schriftstücke an Hennin. Alice geht zur Presse und lässt einen Bericht über ihre Darstellung der Ereignisse auf dem Basar veröffentlichen, in dem sie den Kinematografen als Ursache des Brandes angibt. De Lenverpré fordert Auguste de Jeansin auf, ein Dementi seiner Tochter zu erzwingen, da er die Hinrichtung des Anarchisten für seine politische Kampagne benötigt. Alice weigert sich. Ein Hausmädchen erzählt de la Trémoille, dass Odette/Rose schwanger ist und das Kind somit nicht von ihm stammen kann. De la Trémoille konfrontiert Rose damit, fordert eine Abtreibung und schwört, sich an dem vermeintlichen Geliebten seiner Ehefrau zu rächen, sollte sich die Schwangerschaft als wahr erweisen. Um ihr Kind zu retten, gibt Rose ihre Schwangerschaft auf dem Dîner vor der gesamten Pariser Oberschicht bekannt. Jean vermutet mittlerweile, dass es sich bei Odette um seine Frau Rose handelt und spricht sie darauf an, woraufhin sie sich zu erkennen gibt. |           |                 |               |                   |                                           |
| 8 | 8         | Folge 8         | Épisode 8     | Alexandre Laurent | Catherine Ramberg                         |
| Adrienne wird es erlaubt, ihre Tochter wiederzusehen und schmiedet einen Plan, um diese aus den Fängen ihres Mannes zu befreien. Gemeinsam mit Léo gelingt Camille die Flucht. Lenverpré erkennt jedoch, dass Adrienne ihn hintergangen hat. Als Hennin zu ihm kommt, um ihn für den Mord und seine Spionagetätigkeit für Deutschland zur Rechenschaft zu ziehen, gelingt ihm die Flucht. Adrienne wird von Hennin befreit und kann ihre Tochter wiedersehen. Julien hat nach einem Gespräch mit Jeansin erkannt, dass Victor unschuldig ist und ermöglicht es Alice, ihn im Gefängnis zu besuchen. Als Victor am nächsten Tag zur Guillotine geführt wird, um hingerichtet zu werden, tritt Alices Vater vor und erklärt, dass Victor unschuldig sei und die Ursache des Brandes allein auf den Kinematographen zurückzuführen ist. Victor wird befreit und wird von Alice in Empfang genommen. Rose trifft sich mit Jean in den Ställen, wo die beiden jedoch von de la Trémoille gefunden werden. Dieser sieht in Jean den vermeintlichen Geliebten seiner Ehefrau und attackiert ihn, woraufhin Rose ihn mit einem Metallstab erschlägt. Um von den Totschlag zu verdecken, führt sie ein Pferd zum Leichnam und lässt es auf de la Trémoille eintreten, um den Tod nach einem Reitunfall aussehen zu lassen. Madame Huchon erkennt, dass es Rose war, die de la Trémoille getötet hat, fordert jedoch keine Konsequenzen. Rose will ihr Leben als Odette hinter sich lassen und mit Jean fortgehen, Madame Huchon macht ihr jedoch ein neues Angebot: Da sie weiß, dass sie in naher Zukunft sterben wird, bittet sie Rose, sich weiterhin als Odette auszugeben, um sich um Odettes Sohn Thomas zu kümmern, der sonst allein wäre und der Rose sehr gern hat. Dafür kann sie weiterhin das luxuriöse Leben genießen und nach angemessener Trauerzeit endlich auch wieder offiziell mit Jean zusammen sein. Endlich gibt sich Rose auch Alice zu erkennen. |           |                 |               |                   |                                           |

## Produktion und Veröffentlichung

### Produktion
Die Serie ist eine Produktion des französischen Senders TF1 in Zusammenarbeit mit der Produktionsfirma Quad Télévision. Im März 2019 wurde ein Vertrag zur Kofinanzierung mit Netflix geschlossen. Das Drehbuch stammt von Catherine Ramberg und Karine Spreuzkouski, Regie führte Alexandre Laurent.

### Dreharbeiten
Die Dreharbeiten fanden vom 14. November 2018 bis zum 19. April 2019 in der Region Île-de-France statt.
Das Innere des Bazar de la Charité wurde in einem Studion in Bry-sur-Marne nachgebaut. Um eine möglichst realistische Wirkung zu erzielen, wurde neben digitalen Effekten auch mit echtem, bis zu sieben Meter hohem Feuer gearbeitet. Zur Sicherheit der Schauspieler und Statisten waren stets Feuerwehrleute vor Ort, große Ventilatoren sorgten zusätzlich für einen schnellen Abzug des Rauches. Die Fassade des Musée Marmottan Monet im 16. Arrondissement in Paris diente als Außenansicht des Basars.
Weitere Dreharbeiten fanden in einem Hotel in Évecquemeont (Innenräume des Anwesens der Jeansin), im Château de Voisins in Saint-Hilarion (Innenräume des Anwesens der Lenverpré), im Parc Monceau (Garten der Familie Lenverpré) und im Château du Saussay in Ballancourt-sur-Essonne (Anwesen von Madame Huchon) statt.
Das Budget belief sich auf 17 Millionen Euro.

### Veröffentlichung
Die Serie wurde erstmals ab dem 10. November 2019 auf dem Sender RTS Un in der französischsprachigen Schweiz ausgestrahlt. Ab dem 14. November 2019 war sie zudem im belgischen Fernsehen auf RTBF, ab dem 18. November 2019 im französischen Fernsehen auf TF1 zu sehen. Ab dem 26. Dezember 2019 war die Serie zudem weltweit über Netflix abrufbar.